# Erik Blomberg
Erik Blomberg (18 de septiembre de 1913-12 de octubre de 1996) fue un director de fotografía, productor, director y guionista cinematográfico finlandés.

## Biografía

### Inicios
Nacido en Helsinki, Finlandia, sus padres eran Wilhelm Blomberg y Märtha Grönvik. Era todavía adolescente cuando empezó a interesarse por la fotografía, trabajando en los veranos para diferentes estudios fotográficos.
Blomberg realizó el servicio militar en el laboratorio fotográfico de la Academia de la Fuerza Aérea y en el Aeropuerto Naval de Turkinsaari. Finalizado su período militar, Blomberg fue pasante en la productora Suomi-Filmi, y cursó estudios en la Regent Street Polytechnic, en Londres. Sin embargo, Blomberg decidió completar su formación trabajando en el estudio de Yevonde Middleton en Londres. Después pasó a París, donde fue aprendiz del fotógrafo Georges Saad y trabajó en varios estudios cinematográficos parisinos.

### Carrera
En 1935 Topo Leistelä invitó a Blomberg a trabajar como fotógrafo en la película de Suomi-Filmi VMV 6. En sus inicios trabajó como ayudante de Theodor Luts, pero el director Risto Orko quedó convencido de su valía y le dio la responsabilidad como director de fotografía.
En Suomi-Filmi Blomberg compartía estudio con Regina Linnanheimo, gracias a la cual conoció a Teuvo Tulio. Blomberg fue director de fotografía de las primeras tres películas de Tulio, Taistelu Heikkilän talosta (1936), Nuorena nukkunut (1937) y Kiusaus (1938), producidas por Adams Filmi. Kiusaus tuvo poco éxito, y dio fin a la colaboración entre Tulio y Adams Filmi. Blomberg se quedó sin trabajo, pues Suomi-Filmi lo había despedido tras el inicio de la colaboración con Tulio. Sin embargo, Blomberg pudo alquilar un estudio para trabajar para Adams Filmi.

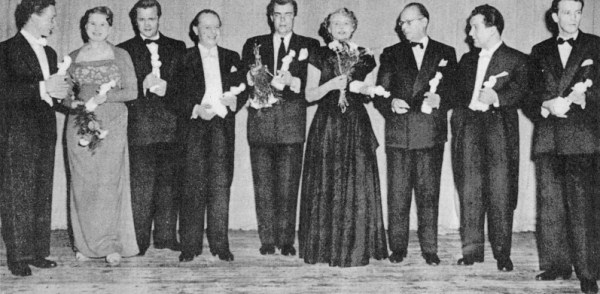
Premios Jussi de 1951. Desde la derecha: Matti Kassila, Aarne Tarkas, Erik Blomberg, Emma Väänänen, Tapio Vilpponen, Harry Bergström, Hannes Häyrinen, Salli Karuna y Lasse Pöysti

Blomberg y Eino Mäkinen escribieron una adaptación para la pantalla de la historia de Runar Schildt ”Lihamylly”. La película resultante, dirigida por Nyrki Tapiovaara, fue Varastettu kuolema. La colaboración con Tapiovaara fue positiva, y en la cinta Blomberg pudo llevar a la pantalla sus opiniones artísticas, lo cual no había ocurrido con Orko y Tulio.
Para cubrir el alquiler del estudio en el que trabajaba, Blomberg fundó la productora Eloseppo, siendo Toivo T. Kaila el segundo accionista. Produjeron un total de cinco películas, entre ellas Kaksi Vihtoria (1939), Herra Lahtinen lähtee lipettiin (1939) y Miehen tie (1940). Blomberg fue director de fotografía de todas las producciones de Eloseppo, a excepción de Herra Lahtinen lähtee lipettiin. Sin embargo, durante la Guerra contra la Unión Soviética la productora cesó sus actividades.
Tras la guerra Blomberg pasó un par de años en Suecia como fotógrafo de estudio, y a su vuelta realizó cortometrajes documentales en Laponia con Eino Mäkinen. Blomberg ganó el Premio Jussi al mejor cortometraje en 1947 por Porojen parissa, y en 1949 por Ennen ensi-iltaa.
A principios de los años 1950 empezó a trabajar como director de cine, y fundó una productora que llevaba su nombre. Junto con su esposa, la actriz Mirjami Kuosmanen, escribió el guion de su primera película, Valkoinen peura (1952), que también fotografió. La cinta era una rara producción finlandesa de terror, la única película de su país galardonada con un Globo de Oro. Además fue premiada en el Festival de Cannes de 1953.
En la década de 1950 dirigió otras dos destacadas películas, Kun on tunteet (1954) y Kihlaus (1955). Los guiones fueron escritos por Kuosmanen, que protagonizó las dos cintas. Kun on tunteet incluía un monólogo telefónico de varios minutos interpretado por Emmi Jurkka, una de las escenas más famosas del cine finlandés.
Blomberg realizó dos películas más en esa década. Dirigida con rapidez y con un pequeño presupuesto, la comedia de Lasse Pöysti Miss Eurooppaa metsästämässä (1955) fue la primera, participando Blomberg como productor y guionista. La otra fue una coproducción finlandesa, sueca y polaca titulada Hääyö (1959), basada en el cuento de Émile Zola L'Attaque du moulin, y que protagonizó Harriet Andersson. Fue la última película de Blomberg, y la única de las dirigidas por él que no fotografió.
Entre 1965 y 1976, Blomberg rodó para Yleisradio y MTV3 diferentes documentales televisivos. Uno de ellos fue Oolannin sota, sobre las actividades de las marinas inglesa y francesa en el Golfo de Finlandia en 1854-1855. Dos años antes de producirse la Primavera de Praga rodó una película de una duración menor a una hora cuyo título, casualmente, fue el mismo, y que trataba deambulando por Praga contemplando la belleza de la ciudad.
Por su trayectoria artística, fue premiado en 1970 con la Medalla Pro Finlandia.

### Vida privada
Blomberg estuvo casado con la actriz Mirjami Kuosmanen desde 1939 hasta la muerte de ella en 1963. Volvió a casarse en 1965, siendo su nueva esposa la polaca Maria Karpowicz, con la cual vivió en sus últimos años en Kuusjoki. Erik Blomberg falleció en dicho municipio en el año 1996.

## Filmografía (selección)

### Director
- 1952 : Valkoinen peura
- 1954 : Kun on tunteet
- 1955 : Kihlaus
- 1955 : Miss Eurooppaa metsästämässä
- 1959 : Hääyö
- 1966 : Oolannin sota  (TV)
- 1966 : Prahan kevät (TV)

### Director de fotografía
- 1936 : VMV 6, de Risto Orko
- 1936 : Taistelu Heikkilän talosta, de Teuvo Tulio
- 1937 : Nuorena nukkunut, de Teuvo Tulio
- 1938 : Kiusaus, de Teuvo Tulio
- 1938 : Varastettu kuolema, de Nyrki Tapiovaara
- 1939 : Kaksi Vihtoria, de Nyrki Tapiovaara
- 1939 : Herra Lahtinen lähtee lipettiin, de Nyrki Tapiovaara
- 1940 : Miehen tie, de Nyrki Tapiovaara y Hugo Hytönen